# Li Ping (Tischtennisspieler)
Li Ping (* 18. Mai 1986) ist ein chinesischer und später katarischer Tischtennisspieler, der 2009 Weltmeister im Mixed wurde.

## Werdegang
Li Ping begann als Fünfjähriger mit dem Tischtennissport. Im Oktober 2001 wurde er in den chinesischen Nationalkader aufgenommen.
Bei den nationalen chinesischen Meisterschaften holte er 2004 Bronze im Einzel, 2007 Silber mit der Mannschaft und 2008 Bronze im Mixed. 2009 wurde er in Yokohama Weltmeister im Mixed mit Cao Zhen.
In der ITTF-Weltrangliste wurde Li Ping im August 2010 auf Platz 42 geführt. Seine bis Oktober 2011 beste Platzierung war Platz 35 im März und April 2008. Ab 2010 trat er international vorerst nicht mehr in Erscheinung.
Seit 2015 spielt er international für Katar. Zur Saison 2017/18 schloss er sich dem französischen Erstligisten Istres TT an.

## Turnierergebnisse
| Verband | Veranstaltung     | Jahr | Ort            | Land | Einzel        | Doppel        | Mixed | Team |
| ------- | ----------------- | ---- | -------------- | ---- | ------------- | ------------- | ----- | ---- |
| CHN     | Asian Cup         | 2003 | Teheran        | IRI  | Viertelfinale |               |       |      |
| QAT     | Olympische Spiele | 2016 | Rio de Janeiro | BRA  | letzte 32     |               |       |      |
| CHN     | Pro Tour          | 2009 | Tianjin        | CHN  | letzte 32     | Gold          |       |      |
| CHN     | Pro Tour          | 2008 | Singapur       | SIN  | letzte 32     | Gold          |       |      |
| CHN     | Pro Tour          | 2007 | Wels           | AUT  | letzte 32     | Viertelfinale |       |      |
| CHN     | Pro Tour          | 2007 | St Petersburg  | RUS  | Silber        | Viertelfinale |       |      |
| CHN     | Pro Tour          | 2006 | Zagreb         | HRV  | letzte 16     | Silber        |       |      |
| CHN     | Pro Tour          | 2006 | Velenje        | SVN  | letzte 16     | Silber        |       |      |
| CHN     | Pro Tour          | 2005 | Göteborg       | SWE  | letzte 64     | Viertelfinale |       |      |
| CHN     | Pro Tour          | 2005 | Magdeburg      | GER  |               | letzte 16     |       |      |
| CHN     | Weltmeisterschaft | 2009 | Yokohama       | JPN  |               |               | Gold  |      |